# Église Saint-Étienne-et-Saint-Vincent d'Estagel
Ne doit pas être confondu avec Église Saint-Vincent d'Estagel.
L'église Saint-Étienne-Saint-Vincent d'Estagel est un édifice religieux situé sur la commune d'Estagel, dans le département français des Pyrénées-Orientales. Datée du XIVe siècle (1319), seules la cuve baptismale et une pierre comportant une inscription latine ont été retrouvées de la première église lors de la construction du parking adjacent à l'église.

## Situation
L'église est située autour de la place Francisco Ferrer, à quelques mètres de la route D117 qui traverse la ville.[réf. nécessaire]

## Histoire
Jusqu'au traité des Pyrénées de 1659, Estagel faisait partie de la couronne d'Aragon, non loin de la frontière avec le royaume de France. La situation de la ville favorisait donc les échanges commerciaux mais la rendait également vulnérable aux nombreuses invasions françaises. L'une d'entre elles se soldera par la destruction d'une partie de la ville et de l'église à la suite d'un incendie volontaire des soldats français en 1542. En 1547, le conseil général d'Estagel demande au chevalier Pere Pastor de Perpignan une procuration afin de toucher une subvention financière pour effectuer des réparations. Cette église a connu de nombreux travaux de rénovation au cours des XIXe et XXe siècles.
Depuis le 24 avril 1962, cette église est qualifiée de monument historique.

## Architecture et mobilier
L'église qui peut être qualifiée de romane, se compose d'une nef voûtée d'arêtes flanquée de chapelles entre contreforts latéraux. La construction du clocher en briques et pierres, non achevé, date du XVIIe siècle.
Les retables de l'église de Saint-Étienne-Saint-Vincent-d'Estagel sont érigés à différentes époques. Leur édification nous permet de mettre en avant différentes phases de modifications de l'église.
Dans la troisième chapelle nous pouvons voir le retable du Christ. Fait dans un atelier roussillonnais au début du XVIIIe siècle. Au centre du retable sous un arc en plein cintre, le Christ sur sa croix est accompagné d'une Vierge des douleurs. Encadrant la scène centrale, dans un décor très végétal, deux anges tiennent dans leurs mains les instruments de la passion qui sont : le marteau, la lance, la tenaille et l'éponge. Sur la prédelle de ce retable est représentée en bas-relief la flagellation du Christ.
Le mur de la cinquième chapelle est recouvert de pavés de terre cuite de style hispano-mauresque datés du XVIe et XVIIe siècles.
À côté, le retable de Notre Dame du Rosaire daté de 1713 présente un champ lexical de la naissance et de l'enfance, il abrite à ses pieds la sépulture d'un enfant, dont la plaque est visible. Le retable orné d'angelots présente dans sa partie inférieure, trois petits tableaux qui retracent les scènes de l'enfance de Jésus, « L'adoration des bergers », « l'adoration des mages » et « La fuite en Égypte ».
Il semble que le retable du maître autel ait subi plusieurs phases de constructions et de reconstructions. Mais nous savons que  le peintre perpignanais Joseph Brell fut chargé de la peinture en 1583. Le peintre peint à droite du retable l'histoire de saint Étienne, et à gauche, l'histoire de saint Vincent. Sous la gérance du curé Raymond Pla, (1815- 1833), le camaril est ajouté. François Boher se charge d'ajouter le camail et d'exécuter les peintures en son intérieur. Dans une de ses lettres, Boher fait part à l'abbé de sa proximité avec le sculpteur qui réalisa la statue à l'intérieur du Camaril. Peut-être serait-ce Gorry de Barcelone auprès duquel il fut formé.